# The Elder Scrolls V: Skyrim
The Elder Scrolls V: Skyrim ist ein Computer-Rollenspiel, das von den US-amerikanischen Bethesda Game Studios entwickelt und am 11. November 2011 für Microsoft Windows, PlayStation 3 und Xbox 360 veröffentlicht wurde. Es ist der fünfte Teil der Bethesda-Rollenspielreihe The Elder Scrolls und spielt in der namensgebenden Provinz Skyrim (in der deutschen Übersetzung „Himmelsrand“ genannt).
Das Spiel erhielt mehrere hundert Auszeichnungen, darunter wurde es mehrmals als „Spiel des Jahres“ gekürt. Mit über sechzig Millionen verkauften Exemplaren gehört es zu den zehn meistverkauften Spielen aller Zeiten.
Im Oktober 2016 erschien Skyrim als Special Edition für PlayStation 4, Xbox One und Windows, die eine überarbeitete Grafik bietet und alle DLCs enthält. Dazu gab es das erste Mal die Möglichkeit, spielererstellte Modifikationen für Skyrim auch auf den Konsolen zu installieren. Am 17. November 2017 wurde The Elder Scrolls V: Skyrim für Nintendo Switch und 2018 eine Virtual-Reality-Version für PlayStation VR und Steam-VR veröffentlicht.
Zum zehnjährigen Jubiläum des Spiels veröffentlichte Bethesda 2021 die Anniversary Edition für Windows, PlayStation 4, Xbox One sowie für die neue Konsolengeneration PlayStation 5 und Xbox Series, später auch für Nintendo Switch. Sie enthält neben den Inhalten der Special Edition einige Verbesserungen sowie zahlreiche Inhalte aus dem Creation Club.

## Handlung

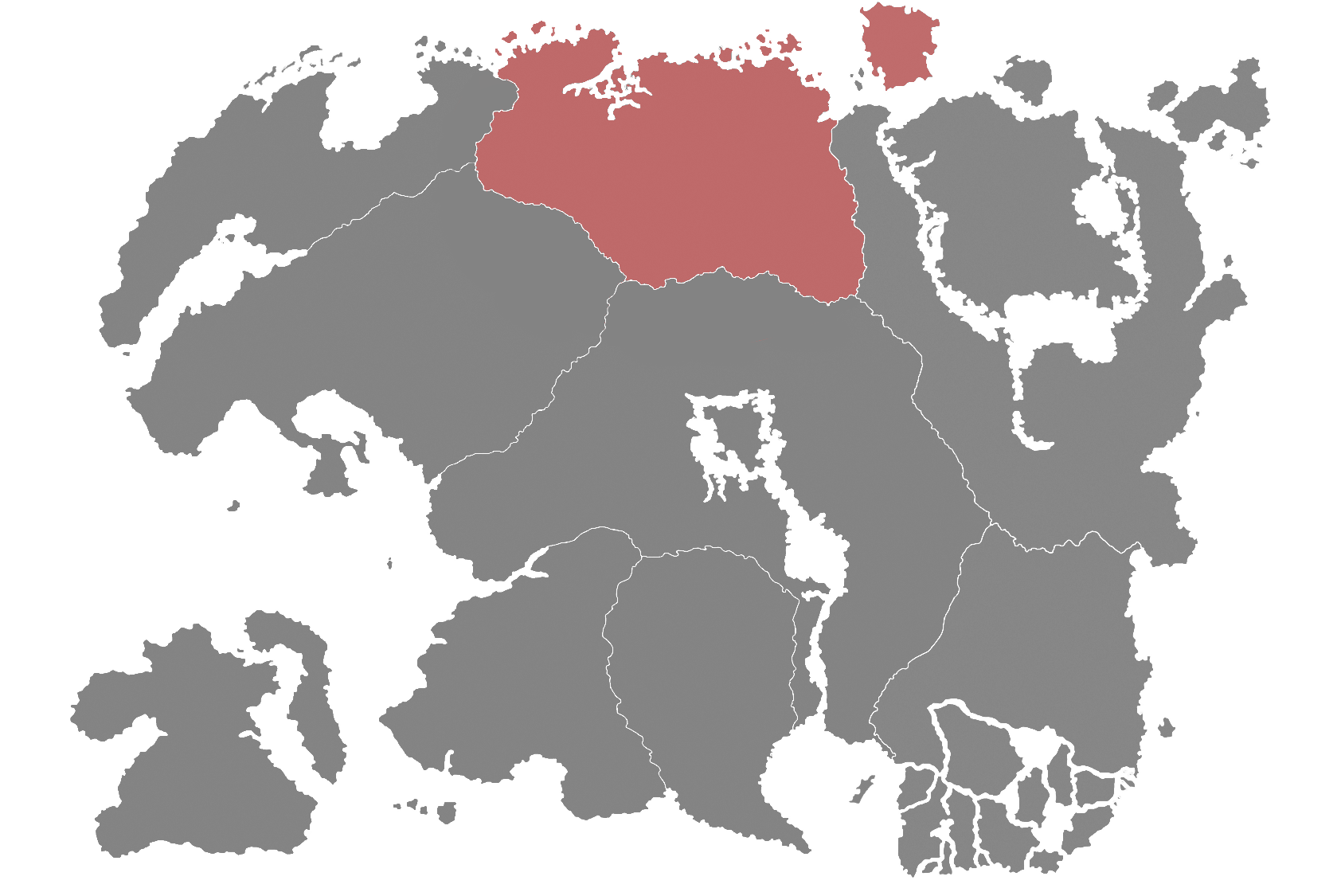
Skyrim und die Insel Solstheim auf dem fiktiven Kontinent Tamriel hervorgehoben

Die Handlung des Spiels setzt circa 200 Jahre nach den Ereignissen in The Elder Scrolls IV: Oblivion an. So finden sich einige Bezüge zum Vorgängerteil wieder. Den Ort der Geschehnisse bildet die nördlich von Cyrodiil gelegene Provinz Himmelsrand (Skyrim). Der Hintergrund ist eine Weissagung der für die Spielreihe namensgebenden „Elder Scrolls“ über die Rückkehr der Drachen. Da kaum jemand dieser Prophezeiung Glauben schenken wollte, werden die Bewohner von Himmelsrand von der Ankunft der Drachen vollkommen überrascht. Gemäß der Vorhersehung gebe es jedoch eine Person, den „Dovahkiin“, in Tamrielisch auch „Drachenblut“ (im Original „Dragonborn“) genannt, welcher aus dem Körper eines Menschen und der Seele eines Drachen besteht und vom Schicksal dazu auserkoren wurde, Alduin den Weltenfresser (Antagonist des Spiels) zu töten.
Zusätzlich ist die politische und gesellschaftliche Lage in Himmelsrand sehr angespannt. Das Kaiserreich von Cyrodiil geriet durch den „Großen Krieg“ gegen den Aldmeri-Bund, den das Kaiserreich verloren hatte, in die Abhängigkeit der Thalmor. Himmelsrand, eine Provinz Tamriels, bekommt harte Veränderungen und Reformen auferlegt, auch bekannt als das Weißgoldkonkordat. Dies beinhaltet Veränderungen an den geltenden Herrschaftsbedingungen sowie ein Verbot des Glaubens an Talos, einen der Neun Göttlichen, der als Mensch gegen die Thalmor gekämpft und gesiegt hat. Die Situation verschärft sich, als Ulfric Sturmmantel, der Jarl von Windhelm, den Großkönig von Himmelsrand mit einem „Thu’um“, einer mächtigen Kraft in der Sprache der Drachen, tötet und dessen Platz einfordert. Als Folge dieses Anspruchs resultiert ein Bürgerkrieg zwischen den kaiserlichen Truppen, die zusammen mit den loyal verbliebenen Jarls gegen Ulfric und seine Anhänger, die sogenannten Sturmmäntel, kämpfen.
Die Spielfigur gerät nach einem illegalen Grenzübertrittsversuch zwischen die Fronten und erwacht in Gefangenschaft der Kaiserlichen. Gefesselt auf einem Wagen voller gefangener Rebellen und einem Dieb ist man auf dem Weg zur eigenen Hinrichtung. Während der Fahrt erfährt man den Hintergrund des Transports. Ein Trupp Sturmmäntel unter der Führung von Ulfric selbst wurde in einen Hinterhalt gelockt und geriet in Gefangenschaft. In der Festung Helgen angekommen, entkommt man dem Tode durch den überraschenden Angriff des Drachen Alduin. Die Festung wird zerstört, Ulfric Sturmmantel und seine Kameraden – bis auf einen, der noch vor Ankunft des Drachen hingerichtet werden konnte – fliehen und es gelingt dem Spieler, mit der Hilfe eines Soldaten (egal ob Sturmmantel oder Kaiserliche) zum Dorf Flusswald zu entkommen. Der Spieler wird daraufhin gebeten, sich zum Jarl nach Weißlauf zu begeben und ihn um Schutz für Flusswald zu bitten. Aufgrund seiner Erfahrung mit Drachen wird der Spieler von diesem jedoch erst einmal zum westlichen Wachturm Weißlaufs geschickt, da dort ein weiterer Drache gesichtet worden ist, an dessen Überwältigung er sich beteiligen soll. Nachdem es dem Spieler gelungen ist, den Drachen zusammen mit einer Truppe Soldaten zu töten, absorbiert er die Seele des Drachen und erfährt daraufhin, dass er aufgrund dieser Fähigkeit ein „Dovahkiin“ sein muss und er den Schlüssel gegen die Bedrohung der jahrhundertelang nicht gesichteten Drachen darstellt. Diese Tatsache macht ihn zur einzigen Hoffnung der Provinz Himmelsrand, die Drachen zu besiegen. So gelangt der Held im Laufe der Zeit zu den „Graubärten“, einer kleinen Gruppe von Mönchen auf dem Hals der Welt, dem höchsten Berg Tamriels. Diese haben sich seit Jahrhunderten darauf spezialisiert, das letzte Drachenblut auszubilden und es zum Sieg über die Drachen zu führen. Der Drache Paarthurnax, der Anführer der Graubärte, ist ein Bruder von Alduin. Er hat seinen Zorn mit jahrelanger Meditation unterdrückt und sich gegen Alduin, den Anführer der Drachen, gewendet.
In einer Rückblende sieht der Spieler, wie Alduin vor Tausenden von Jahren mit einer Schriftrolle der Alten (einem mächtigen magischen Artefakt), die einen speziellen „Thu’um“ beinhaltet, besiegt worden ist. Er ist aber nicht getötet worden, sondern nur in die Zukunft verbannt. Es kommt zur Konfrontation zwischen Alduin und dem Spieler auf dem Hals der Welt, die Letzterer aufgrund des speziellen Thu’ums für sich entscheiden kann. Alduin flieht allerdings nach Sovngarde, die Welt der Toten, um seine Kräfte zu regenerieren. Der Held folgt ihm dorthin und tötet Alduin schlussendlich, wobei ihn drei Drachentöter unterstützen.
Abgesehen von der Hauptquest um Alduin kann der Spieler wie auch in Oblivion und Morrowind verschiedenen Fraktionen und Gilden beitreten und, wenn man sich den Sturmmänteln oder der kaiserlichen Armee anschließt, den Ausgang des Bürgerkriegs beeinflussen. Je nach Antworten und Handlungen des Spielers verändert sich die Gesinnung sowie die Einstellung der einzelnen Personen und Gruppen gegenüber dem Spieler.

## Spielprinzip
In Skyrim ist wie bei den Vorgängern eine individuelle Charaktererstellung möglich, bei der aus verschiedenen fiktiven Rassen wie z. B. Hochelfen, den an Skandinavier angelehnten Nord oder den echsenähnlichen Argoniern gewählt werden kann. Der Spieler erkundet die offene Spielwelt entweder zu Fuß, schwimmend, mit dem Pferd oder (seit der Erweiterung Dragonborn) auch mit einem Drachen in verschiedenen Orten auf der Spielwelt und in Dungeons. Das Spiel kann sowohl in der Ego- als auch in der Third-Person-Perspektive gespielt werden, wobei der Reitmodus, der Werwolfmodus sowie die in der Erweiterung Dawnguard eingeführte Möglichkeit, als Vampirfürst zu spielen, ausschließlich auf die Third-Person-Perspektive beschränkt sind. Kämpfe werden in Echtzeit geführt. Das Kampfsystem ermöglicht beidhändiges Kämpfen, die Verwendung von Fernkampfwaffen wie Bögen oder Armbrüsten sowie die Kombination von Einhandwaffen und Zaubern. Auch das gleichzeitige Verwenden zweier Zauber bzw. Einhandwaffen ist möglich. Die Fähigkeitsentwicklung des Spielers in verschiedenen Bereichen erfolgt durch ein integriertes Fertigkeitensystem: Eine Fertigkeit wird nur verbessert, wenn sie auch angewendet wird. Ausgenommen sind Meister, die dem Charakter gegen Gold Erfahrung geben. Bei jedem Stufenaufstieg erhält der Spieler sogenannte Perk-Punkte, die dazu verwendet werden können, spezielle Fähigkeiten oder Verstärkungen in den jeweiligen Fertigkeitsbäumen zu erhalten. Des Weiteren kann der Spieler bei jedem Stufenaufstieg auswählen, ob der Charakter zehn zusätzliche Punkte Magicka, Ausdauer oder Leben erhalten soll.
In dem Spiel kann auch noch vielen weiteren Nebentätigkeiten wie dem Brauen von Tränken, dem Schmieden von Waffen und Rüstungen oder dem Handeln mit verschiedenen Gütern nachgegangen werden. Der Spieler kann freundlich gesinnte NPCs als Begleiter anwerben, etwa Söldner, sowie Pferde oder Haustiere (je nach Erweiterung Hunde, Trolle, Spinnen etc.). Mit Hilfe eines Schnellreisesystems können bereits entdeckte Orte erneut aufgesucht werden; ein Kutschendienst befördert den Spieler gegen ein Entgelt auch in zuvor noch nicht entdeckte Städte. Das eigentliche Ziel des Spiels besteht darin, die handlungsgebenden Hauptquests zu lösen, wobei es unzählige Nebenquests gibt, die zeitlich unabhängig gelöst werden können. Das Spiel ist offen gehalten für Add-ons und Mods.
In Skyrim ist es möglich, Eheschließungen unabhängig vom Geschlecht einzugehen. Unabhängig von der Spielerrasse finden sich für die meisten im Spiel vorkommenden Rassen heiratswillige Partner. Eine Ausnahme bilden die katzenartigen Khajit sowie die Waldelfen. Ebenso können in dem Spiel keine Männer der schwarzen Rothwardonen oder der Hochelfen geheiratet werden. Bis heute ist der offizielle Grund für diese Entscheidungen im Spieldesign nicht bekannt.

## Veröffentlichung
Mit der Ankündigung des Romans The Infernal City, welcher 45 Jahre nach der Handlung von Oblivion spielt, gelangten im Oktober 2009 versehentlich erste Details zum fünften Teil der Serie in die Öffentlichkeit. Aus dem Beschreibungstext des Buches wurde bekannt, dass The Elder Scrolls V: Skyrim etwa 200 Jahre nach Oblivion in der für das Spiel namensgebenden Provinz Skyrim (dt. Himmelsrand) spielen wird. Diese Information wurde allerdings nachträglich aus dem Buch entfernt, um keine Informationen vorwegzunehmen.
Am 11. Dezember 2010 wurde auf der VGA-Messe der Debüt-Trailer für The Elder Scrolls V: Skyrim vorgestellt. In auktorialer Weise wird erzählt, dass die namensgebenden „Elder Scrolls“ die Rückkehr der Drachen voraussagten, aber niemand daran glauben wollte. Aber es gebe einen Widersacher, genannt „Dovahkiin“, den selbst sie fürchteten. Am Ende des Trailers wurde weiterhin der 11. November 2011 als Veröffentlichungsdatum genannt.

### Erweiterungen
Bethesda gab bereits vor Veröffentlichung des Spiels bekannt, dass die ersten zwei Download-Erweiterungen zu Skyrim zeitexklusiv für die Xbox 360 erscheinen. Windows- und PlayStation-3-Spieler sollen erst 30 Tage nach Erscheinen Zugriff auf die Add-ons erhalten. Technische Probleme führten jedoch dazu, dass die Erweiterungen lange Zeit nicht für die PlayStation 3 verfügbar waren, obwohl bereits der zweite DLC für die anderen Plattformen veröffentlicht wurde.
Der erste große DLC heißt Dawnguard und ist seit dem 10. Juli 2012 im deutschsprachigen Raum verfügbar. Darin hat man die Möglichkeit, sich zu einem Vampirfürst zu verwandeln (Verwandlung ähnlich wie zum Werwolf) oder sich der Dämmerwacht (engl. Dawnguard), einem Vampirjägerorden, anzuschließen. Es gibt auch neue Ausrüstungsgegenstände, Rüstungen und Waffen wie Armbrüste oder Drachenknochenwaffen. Zudem gibt es neue Gegnertypen, Tiere und Drachen.
Der zweite DLC heißt Hearthfire (etwa: Herdfeuer) und erschien am 4. September 2012 für Xbox 360. Für Windows und PlayStation 3 ist das Add-on seit dem 5. Oktober 2012 erhältlich. In Hearthfire erhält der Spieler nun die Möglichkeit, Land zu kaufen und sich auf diesem eine eigene Hütte oder gar eine Villa zu bauen. Weiterhin kann er auch Kinder adoptieren, Farmland bestellen und eigene Einrichtungsgegenstände herstellen.
Am 5. November 2012 kündigte Bethesda eine weitere Erweiterung namens Dragonborn an. Sie ist seit dem 4. Dezember 2012 für die Xbox 360 erhältlich. Für Steam wurde Dragonborn zum 5. Februar 2013 in englischer, französischer, italienischer, spanischer und deutscher Sprache veröffentlicht. Ebenfalls im Februar erschien sie als erste Erweiterung für die PlayStation 3. In Dragonborn erhält der Spieler nun die Möglichkeit Drachen zu reiten. Dies ist möglich, indem man neue Schreie lernt, die in der Hauptquest zu finden sind. Weiterhin wurde die Insel Solstheim hinzugefügt, die ein Teil der Heimat der Dunkelelfen ist und bereits Schauplatz der Morrowind-Erweiterung Bloodmoon war.
Im April 2013 kündigte Bethesda eine spezielle Version des Spiels an, die unter dem Titel Skyrim: Legendary Edition im Juni 2013 in Deutschland erschienen ist. Neben dem Hauptspiel sind hier auch eine Karte der Spielwelt und die DLCs mit enthalten. Diese sind auf Datenträgern verfügbar, so dass Nutzer ohne Internetverbindung nicht außen vor bleiben. Ebenfalls wurde die Levelobergrenze dadurch aufgehoben, dass Talente „Legendär“ gemacht und auf diese Weise von Stufe 100 auf Stufe 15 zurückgesetzt werden können. Dieser Vorgang lässt sich beliebig oft wiederholen.
Auf der Spielemesse E3 2016 kündigte Publisher Bethesda an, The Elder Scrolls V: Skyrim noch einmal in einer Special Edition mit allen Erweiterungen und neuen grafischen Effekten für Windows, PlayStation 4 und Xbox One zu veröffentlichen. Zusätzlich sollen die Versionen für PlayStation 4 und Xbox One Zugriff auf die Mods der Windows-Version erhalten. Die Special Edition wurde am 28. Oktober 2016 für Windows und Konsolen veröffentlicht. Bei Steam wurde Besitzern des Originalspiels und allen Erweiterungen die The Elder Scrolls: Skyrim – Special Edition kostenlos zur Verfügung gestellt.
Zum zehnjährigen Jubiläum des Spiels erhielt Skyrim mit der Anniversary Edition eine dritte Veröffentlichung. Sie wurde im August 2021 angekündigt und am 11. November 2021, also exakt zehn Jahre nach der Erstveröffentlichung, für Windows, PlayStation 4, Xbox One und für die neue Konsolengeneration PlayStation 5 und Xbox Series, auf den Markt gebracht. Neben den Inhalten der Special Edition beinhaltet diese Edition über 500 Inhalte aus dem Creation Club, welche von der Community erstellt wurden. Außerdem können Spieler nun an ausgewählten Orten angeln und die Fische in eigenen Aquarien ausstellen. Im September 2022 erschienen Special und Anniversary Edition erstmals in einer DRM-freien Fassung über die Vertriebsplattform GOG.com. Im selben Monat erschien die Anniversary Edition auch für Nintendo Switch.

### Inoffizielle Patches
Da Skyrim in der Urfassung etliche Programmfehler aufweist, entwickelt die Fan-Gemeinde parallel zu den Patches von offizieller Seite sogenannte Community-Patches, welche die Vielzahl der weiterhin vorhandenen Fehler zu beheben versuchen. Die letzte Version 1.3.3c vom August 2013 des Unofficial Skyrim Patch korrigiert hunderte von Quest-, Spielmechanik-, Spieleinhalt- und Textfehlern im Hauptspiel als auch den Add-ons. Es existiert auch eine Version für die deutsche Skyrim-Version mit zusätzlichen Übersetzungskorrekturen, genannt Director’s Cut.

## VR-Version
Auf der E3 2017 hat Sony im Rahmen seiner Pressekonferenz eine Virtual-Reality-Version von Skyrim angekündigt, die 2018 für PlayStation VR und Steam-VR erschien. Neben dem Hauptspiel umfasst diese Version zudem die drei Download-Erweiterungen Dawnguard, Hearthfire und Dragonborn. Seit dem 17. November 2017 ist Skyrim VR  im PlayStation Store und seit dem 3. April 2018 über Steam erhältlich.

## Rezeption
The Elder Scrolls V: Skyrim erhielt von der Fachpresse durchgehend exzellente Wertungen und ist eines der am besten bewerteten Spiele des Jahres 2011 (Metacritic-Wertung: 94 von 100 (Windows), 92 (PlayStation 3), 96 (Xbox 360)). Die GamePro vergab 93 %, die GameStar 91 %. 4Players bewertete die Windows-, Xbox-360- und PlayStation-3-Versionen mit jeweils 90 %. IGN würdigte Skyrim mit 9,5 von 10 Punkten. Eurogamer.net vergab die Höchstwertung (10/10). Bei den Video Game Awards 2011 des Senders Spike TV wurde Skyrim als bestes Rollenspiel und als Spiel des Jahres ausgezeichnet.
Am 16. November 2011 gab Bethesdas Mutterkonzern ZeniMax bekannt, dass seit Veröffentlichung sieben Millionen Retailversionen des Spiels an den Handel ausgeliefert worden seien. Mehr als die Hälfte davon seien bereits innerhalb der ersten 48 Stunden verkauft worden, die Einnahmen wurden auf über 450 Millionen US-Dollar beziffert. Im Januar 2014 überschritt das Spiel die Zahl von 20 Millionen verkauften Exemplaren. Seit Veröffentlichung des Spiels stellte Skyrim darüber hinaus den Rekord der am meisten gleichzeitig spielenden Personen auf der Plattform Steam auf. Über 274.000 Spieler nutzten das Spiel gleichzeitig. Dies übertraf die Zahlen des zweitplatzierten Titels Call of Duty: Modern Warfare 3 um fast das Dreifache.
Bei der Verleihung der Interactive Achievement Awards 2012 der Academy of Interactive Arts & Sciences wurde Skyrim in den Kategorien „Spiel des Jahres“, „Rollenspiel/MMO des Jahres“, „Beste Handlung“, „Bestes Gameplay“ und „Beste Game Direction“ ausgezeichnet. Nominiert war es zudem in der Kategorie „Beste Innovation“. Bei den Game Developers Choice Awards 2012 wurde das Spiel als „Spiel des Jahres“ ausgezeichnet, nominiert war es außerdem in den Kategorien Gamedesign, Technik, Visuelle Gestaltung und Audio.
Bei den Steam Awards 2018 wurde die VR-Version von Skyrim als „VR-Spiel des Jahres“ ausgezeichnet.